# Pantomètre
Le pantomètre est un instrument portatif de mesure d'angle et visées. 

## Principes de fonctionnement
Les mesures avec l'instrument reposent sur des règles géométriques imposant de visualiser un triangle entre les distances à mesurer.

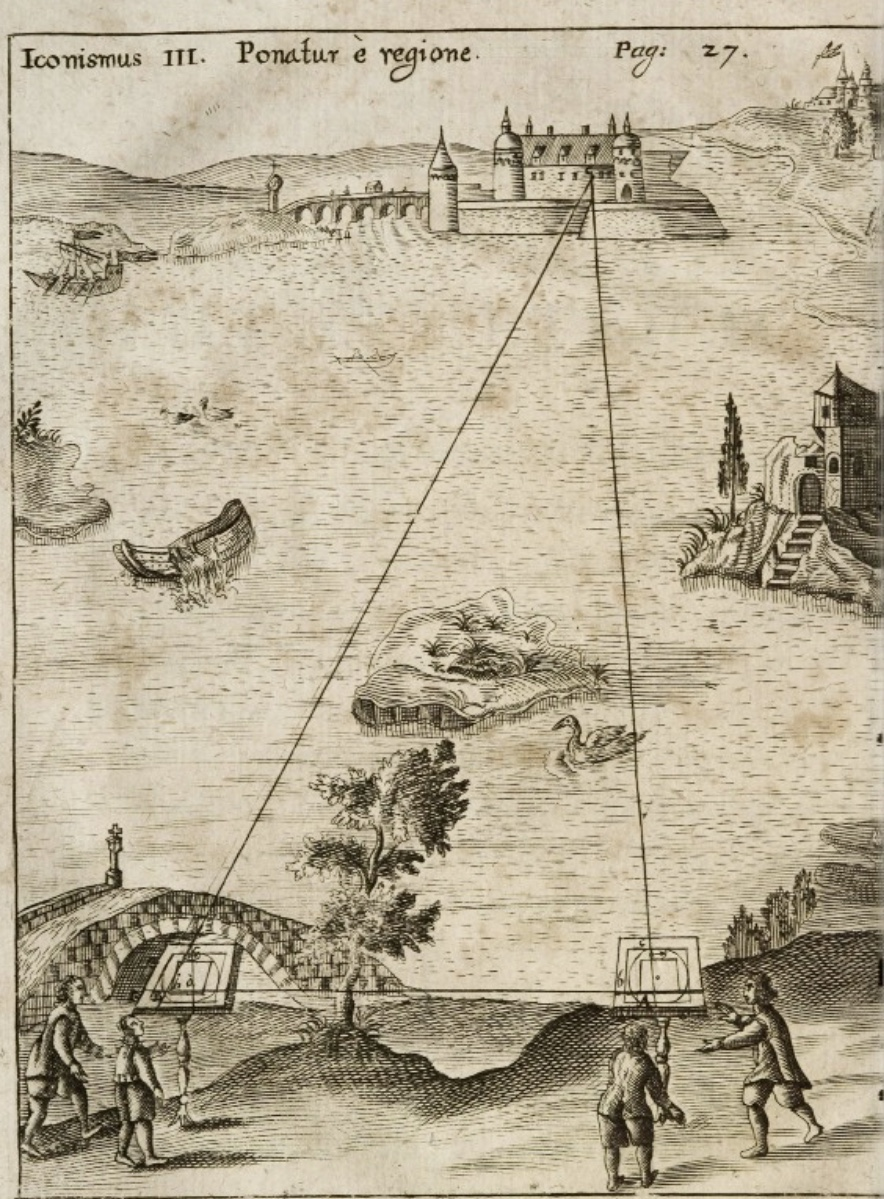
Illustration de l'Institut Max-Planck, Allemagne.

## Modèle dit «à l'italienne»
Notamment utile en milieux montagneux, il permettait de mesurer des angles verticaux. 